# Mathieu d'Édesse
Mathieu (ou Matthieu) d’Édesse ou Mattéos Ourhayetsi (en arménien Մատթէոս Ուռհայեցի ; ?-1144) est un moine-poète, originaire d'Édesse (d'où son nom), mais aussi un chroniqueur arménien des Croisades. Sa chronique couvre les années 926-1136.

## Biographie
Matthieu était l'abbé supérieur du Karmir Vank' (couvent Rouge), près de la ville de Kaysun, à l'est de Marash, ancien siège de Baudouin de Boulogne.
Sa chronique est l'une des principales sources pour connaitre le point de vue oriental par rapport à la première croisade. Mais Mathieu d'Édesse s'intéresse principalement aux événements survenus en Arménie, dont la prise d'Ani par les Turcs Seldjoukides.